# Ohio Glory
Gli Ohio Glory sono stati una squadra di football americano, di Columbus, negli Stati Uniti d'America.

## Storia
La squadra è stata fondata nel 1992 e ha chiuso al termine della stessa stagione; non ha mai disputato un World Bowl.